# Sabicea calophylla
Sabicea calophylla là một loài thực vật có hoa trong họ Thiến thảo. Loài này được Aspl. miêu tả khoa học đầu tiên năm 1932.